# Richard H. Schwartz
Richard H. Schwartz, PhD, (10 de abril de 1934) es profesor emérito de matemáticas en el College of Staten Island, presidente de Jewish Vegetarians of North America (JVNA) y cofundador de Society of Ethical and Religious Vegetarians (SERV). Es más conocido por ser vegetariano activista y defensor de los derechos de los animales. Sus escritos inspiraron el documental de 2007 A Sacred Duty: Applying Jewish Values to Heal the World, dirigido por Lionel Friedberg.

## Biografía
Schwartz nació en Arverne, Nueva York. Siendo joven no era vegetariano. Describe su crianza como una "persona de carne y patatas" el plato favorito del cual era el estofado. En 1975 comenzó a impartir un curso llamado "Mathematics and the Environment" ("Matemáticas y el Medio Ambiente") en el College of Staten Island. El curso usaba conceptos y problemas matemáticos básicos para explorar los asuntos actuales críticos, como la contaminación, la escasez de recursos, el hambre, la energía y la carrera armamentística. Escribió:
Mientras revisaba el material relacionado con el hambre en el mundo, me di cuenta del tremendo desperdicio de grano asociado a la producción de carne de cerdo... A pesar de mis propios hábitos alimenticios, a menudo dirigía las discusiones de clase sobre la posibilidad de reducir el consumo de carne para ayudar a los hambrientos. Tras varios semestres así, hice caso de mi propio consejo y dejé de comer carne roja, mientras continuaba comiendo pollo y pescado... Entonces comencé a leer sobre los múltiples beneficios para la salud del vegetarianismo y sobre las horribles condiciones de los animales criados en granjas factoría. Me sentí fuertemente atraído por el vegetarianismo, y el 1 de enero de 1978 decidí unirme a la International Jewish Vegetarian Society. Decidí convertirme en un total practicante de vegetarianismo, y desde entonces he evitado comer cualquier tipo de carne, aves o pescado.
Como judío ortodoxo, Schwartz comenzó a explorar lo que el judaísmo decía sobre dieta, ecología y el trato adecuado a los animales. El resultado fue su libro más conocido, Judaism and Vegetarianism, el primer libro publicado en inglés sobre ese tema. Este explora el vegetarianismo desde el punto de vista de las referencias bíblicas, talmúdicas y rabínicas y concluye que el vegetarianismo es la más elevada forma de kosher y la mejor dieta para los judíos en el mundo moderno. La segunda edición, revisada y muy expandida, formó parte de la B'nai B'rith Book Club Selection del mismo año.
Desde entonces, Schwartz ha estado activo en diversas organizaciones vegetarianas y de derechos de los animales. Su contribución única ha sido a aumentar la conocimiento público sobre las enseñanzas judías concernientes al vegetarianismo y el trato ético con los animales. El 3 de julio de 2005 Schwartz pasó a formar parte del Vegetarian Hall of Fame por la North American Vegetarian Society (NAVS). La ceremonia ser realizó en el Annual NAVS Summerfest número 31 en el campus de la Universidad de Pittsburgh. El dr. Schwartz habló también en el Summerfest sobre "Judaism and Vegetarianism" ("Judaísmo y vegetarianismo) y "Ten Approaches to Obtain a Vegetarian-Consciousness by 2010" ("Diez enfoques para obtener una conciencia vegetariana hacia 2010").

### Vida personal
Schwartz se casó con Loretta Susskind en 1960. Es un Judío Ortodoxo Moderno y pertenece a la congregación de Young Israel de Staten Island, Nueva York.

## Publicaciones
- Who Stole My Religion[2]

- Mathematics and Global Survival: Scarcity, hunger, population growth, pollution, waste tercera edición por Ginn Press, 1993.
- Judaism and Vegetarianism, tercera edición por Lantern Books, Nueva York, Nueva York, 2001 (ISBN 1930051247)[3]
- Judaism and Global Survival, primera publicación en 1984, segunda edición por Lantern Books, Nueva York, Nueva York, 2002 (ISBN 1930051875)

Dr. Schwartz también ha publicado más de 140 artículos en línea, así como entrevistas en el sitio web de JVNA. Frecuentemente da charlas y contribuye en artículos y cartas al editor en asuntos como el medio ambiente, la salud y otros temas actuales. Actualmente está escribiendo juntamente con el rabino Yonassan Gershom un libro sobre judaísmo y medio ambiente.